# 27. únor
27. únor je 58. den roku podle gregoriánského kalendáře. Do konce roku zbývá 307 dní (308 v přestupném roce). Svátek má Alexandr.

## Události

### Česko
- 1534 – Česká „čachtická paní“ Kateřina z Komárova byla uvězněna v Bílé věži na pražském hradě
- 1790 – Vznikla Česká expedice, vydavatelství české literatury, knihkupectví a prodejna novin Václava Matěje Krameria v Michalské ulici na Starém Městě pražském.
- 1950 – Premiérou hry Aloise Jiráska Pan Johanes začalo svoji činnost Ústřední loutkové divadlo.
- 1999 – Film režiséra  Vladimíra Michálka Je třeba zabít Sekala získal deset Českých lvů ze třinácti.
- 2004 – Skončilo vysílání americké rozhlasové stanice Hlas Ameriky pro 10 zemí střední a východní Evropy, včetně České republiky a Slovenska.

### Svět
- 0380 – Římský císař Theodosius I. a jeho spoluvládci Gratianus a Valentinianus II., zveřejnili edikt Cunctos Populos, v němž byla nikajská podoba křesťanství fakticky ustavena za státní náboženství.
- 0837 – 15. zaznamenaný průlet Halleyovy komety
- 1531 – Německá protestantská knížata založila Šmalkaldský spolek na ochranu reformace proti císaři Karlu V., který byl pak poražen ve šmalkaldské válce.
- 1594 – Jindřich IV. Navarrský byl korunován králem Francie.
- 1844 – Dominikánská republika získala nezávislost na Haiti.
- 1861 – Proběhl protest ve Varšavě proti ruské nadvládě v Polsku, který byl rozehnán ruskými jednotkami, zemřelo pět demonstrantů.
- 1900 – V Londýně byl založen Labour Representation Commitee, předchůdce pozdější Labour Party. V jeho čele stál Ramsay MacDonald.
- 1933 – Požár Říšského sněmu – Reichstagu.
- 1942 – Američané utrpěli v průběhu druhé světové války zdrcující porážku od japonské flotily v bitvě v Jávském moři.
- 1964 – Italská vláda požádala o pomoc při záchraně šikmé věže v Pise.
- 2015 – V Moskvě byl zastřelen ruský opoziční politik Boris Němcov.

## Narození

### Česko

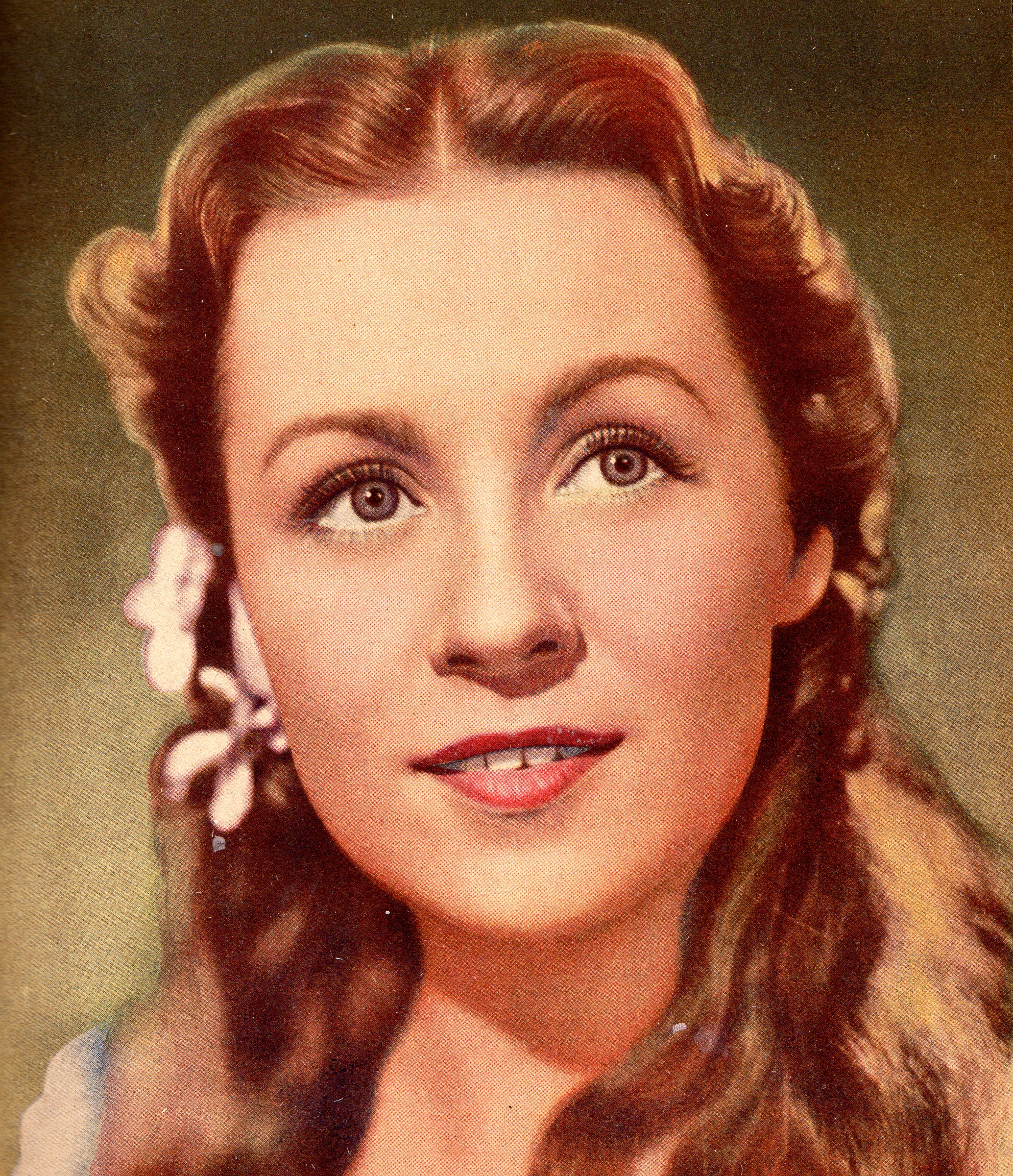
Nataša Gollová (* 1912)

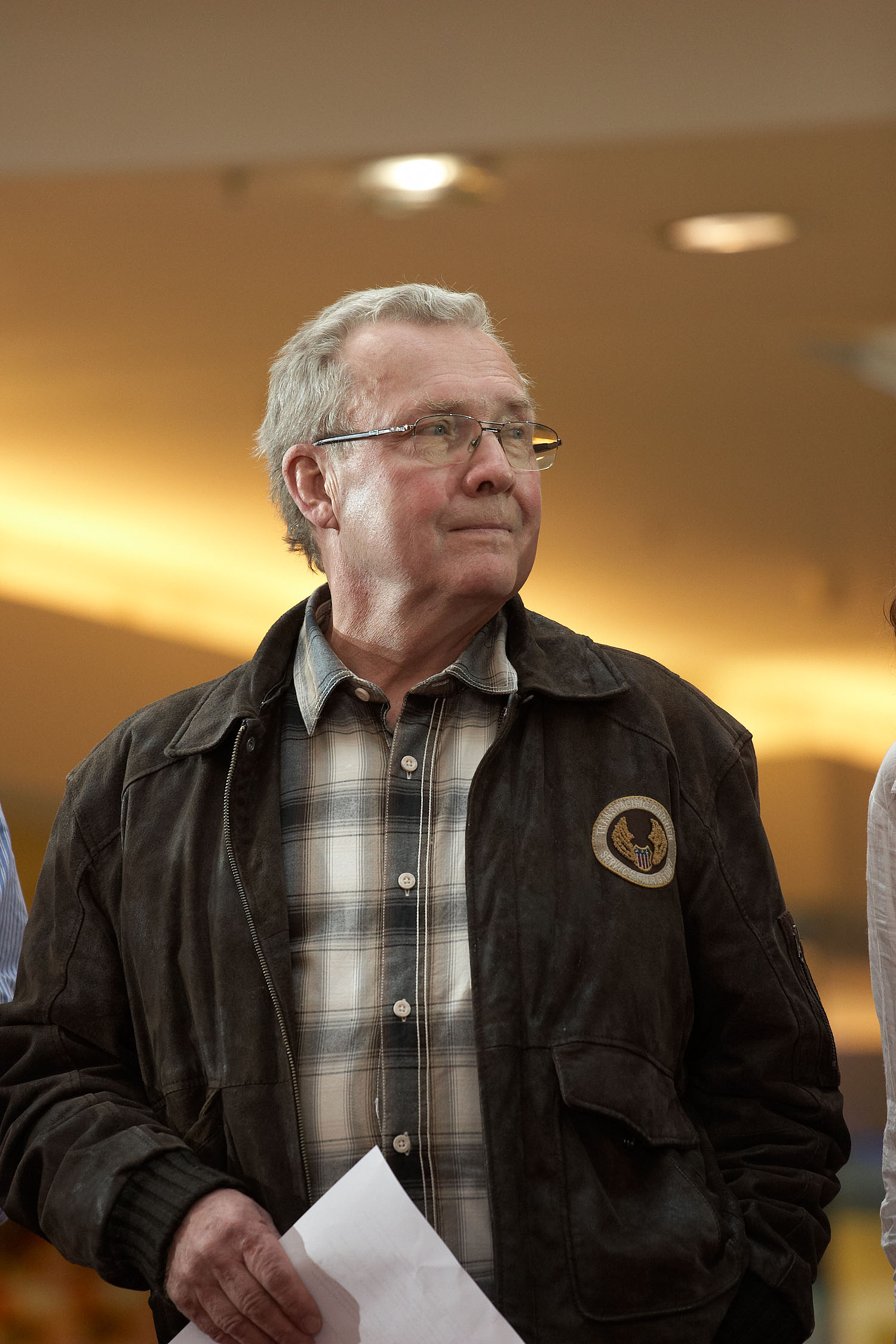
Rudolf Jelínek (* 1935)

- 1830 – Josef Leander Beneš, právník a učitel († 8. května 1887)
- 1831 – Petr Maixner, malíř († 22. října 1884)
- 1833 – Alois Beer, písmák a malíř († 10. října 1897)
- 1835 – Josef Dastich, filozof († 21. března 1870)
- 1845 – Josef Krofta, poslanec Českého zemského sněmu a starosta Plzně († 3. listopadu 1892)
- 1849 – Václav Beneš Třebízský, spisovatel († 20. června 1884)
- 1851
  - František Herites, básník a spisovatel († 19. ledna 1929)
  - Albín Bráf, právník, profesor, politik a novinář. († 1. července 1912)
- 1853 – Josef Holeček, spisovatel († 6. března 1929)
- 1854 – Leander Čech, literární historik, národní buditel († 27. července 1911)
- 1855 – Jakub Schikaneder, malíř († 15. listopadu 1924)
- 1860 – František Mikolášek, pedagog, regionální historik a kartograf († 11. srpna 1943)
- 1880 – Albín Chalupa, československý politik († ?)
- 1881 – Bedřich Pospíšil, československý politik († 14. září 1919)
- 1907 – Bohumil Říha, spisovatel († 15. prosince 1987)
- 1908 – Ladislav Ceé, člen protikomunistického odboje, popraven († 1. srpna 1951)
- 1912
  - Nataša Gollová, herečka († 29. října 1988)
  - Karel Svoboda, režisér a herec († 30. března 1982)
- 1913 – Ivo Ducháček, lidovecký a exilový politik († 2. března 1988)
- 1915
  - Karel Solařík, malíř († 29. března 2007)
  - Miloslav Holub, herec († 12. března 1999)
- 1921 – Ladislav Veltruský, rektor Vysoké školy ekonomické a politik († 24. ledna 1979)
- 1923 – Viktor Kalabis, hudební skladatel († 28. září 2006)
- 1925 – Vlastimil Růžička, cyklista a mistr Československa v cyklokrosu († 29. března 1985)
- 1928 – Jaroslav Šerých, malíř, grafik a ilustrátor († 23. března 2014)
- 1931 – Karel Toman, malíř, grafik a ilustrátor († 2. října 2000)
- 1935 – Rudolf Jelínek, herec († 10. srpna 2024)
- 1936 – Zdeněk Uher, hokejista a trenér
- 1937 – Jaroslav Kotulan, hráč na lesní roh
- 1938 – Jiří Hanák, novinář  († 5. června 2020)
- 1941 – Jan Klapáč, hokejový útočník
- 1946 – Jaroslav Beneš, fotograf
- 1947
  - Zdeněk Pokorný, astronom († 5. prosince 2007)
  - Ivan Margolius, architekt a spisovatel
  - Jaroslav Vaculík, historik
- 1948 – Zdeněk Smrž, archeolog
- 1951 – Karel Schmeidler, architekt
- 1958 – Lubomír Havlák, houslista, primárius Kvarteta Martinů
- 1959 – Vlastimil Sehnal, politik
- 1960 – Ondřej Němec, fotograf
- 1962 – František Ptáčník, atlet
- 1967 – Robert Kron, hokejový útočník
- 1976 – Jindřich Trpišovský, fotbalový trenér
- 1984 – Tommy Wheeler, hudebník
- 1995 – Tomáš Souček, fotbalista
- 2001 – Martin Bezděk, judista

### Svět

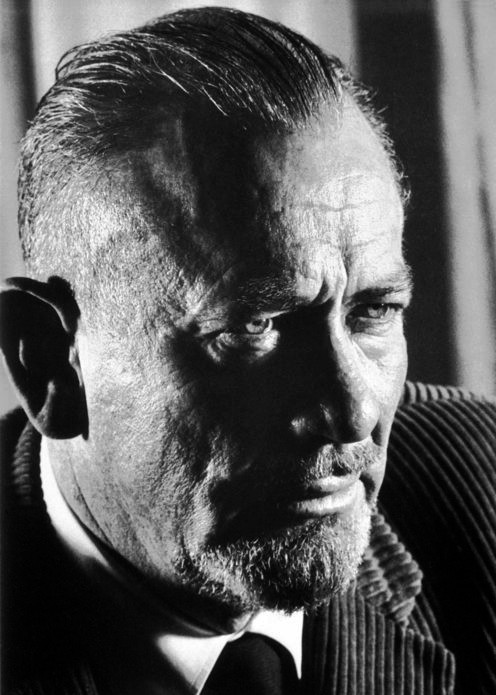
John Steinbeck (* 1902)

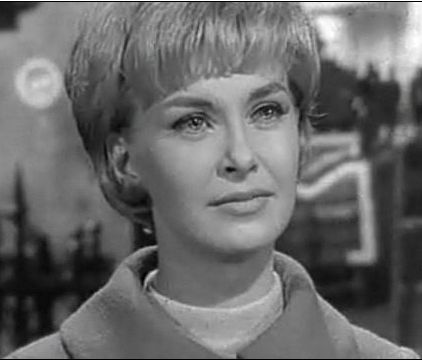
Joanne Woodwardová (* 1930)

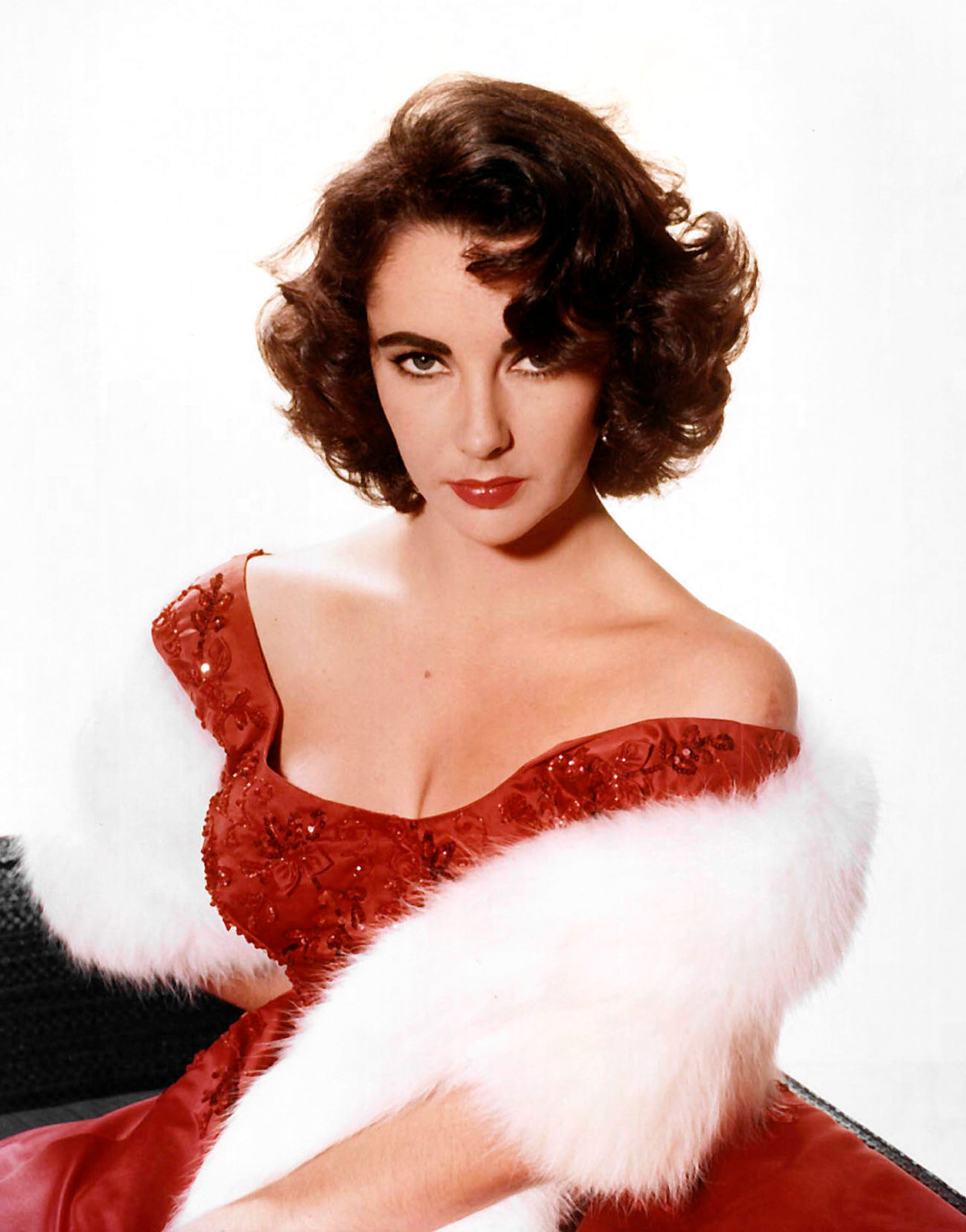
Elizabeth Taylorová (* 1932)

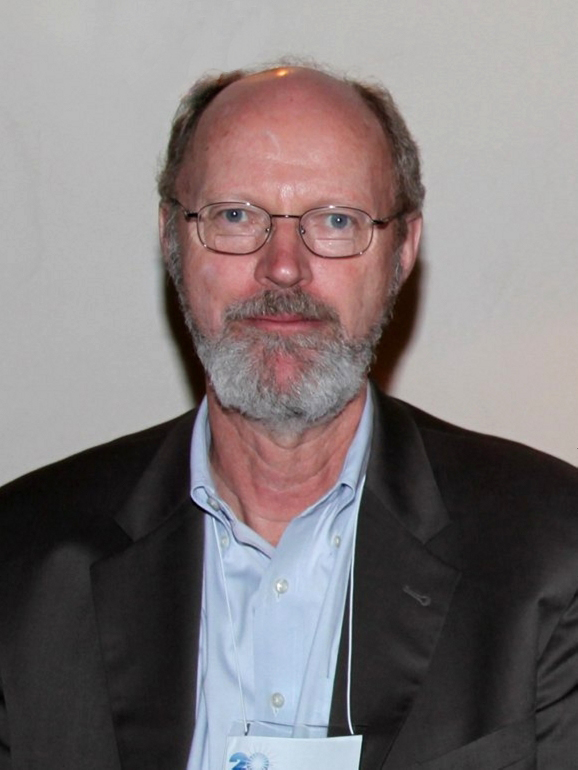
Robert Howard Grubbs (* 1942)

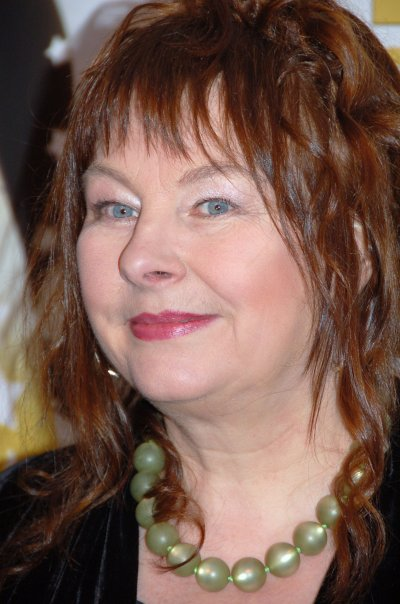
Yolande Moreau (* 1953)

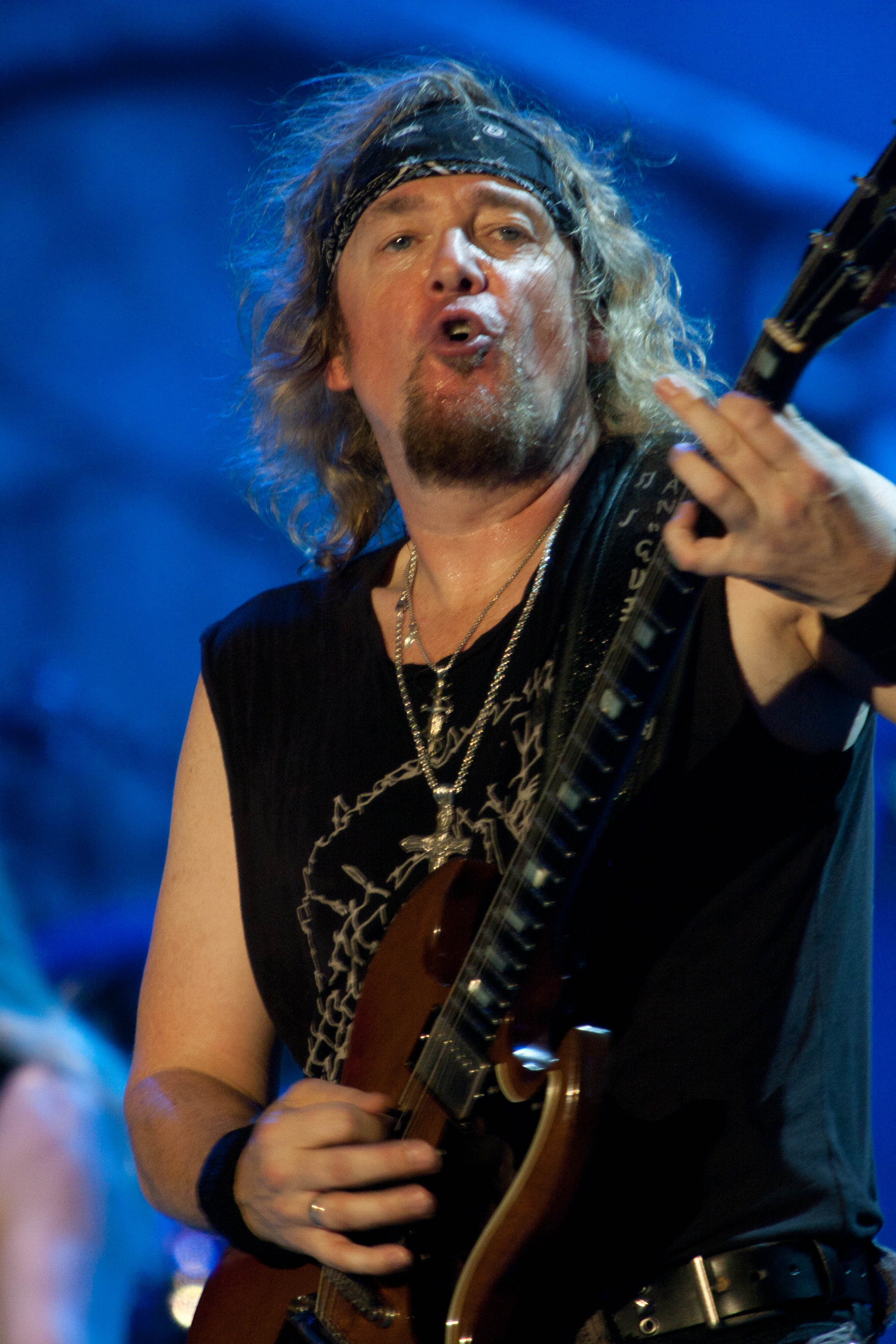
Adrian Smith (* 1957)

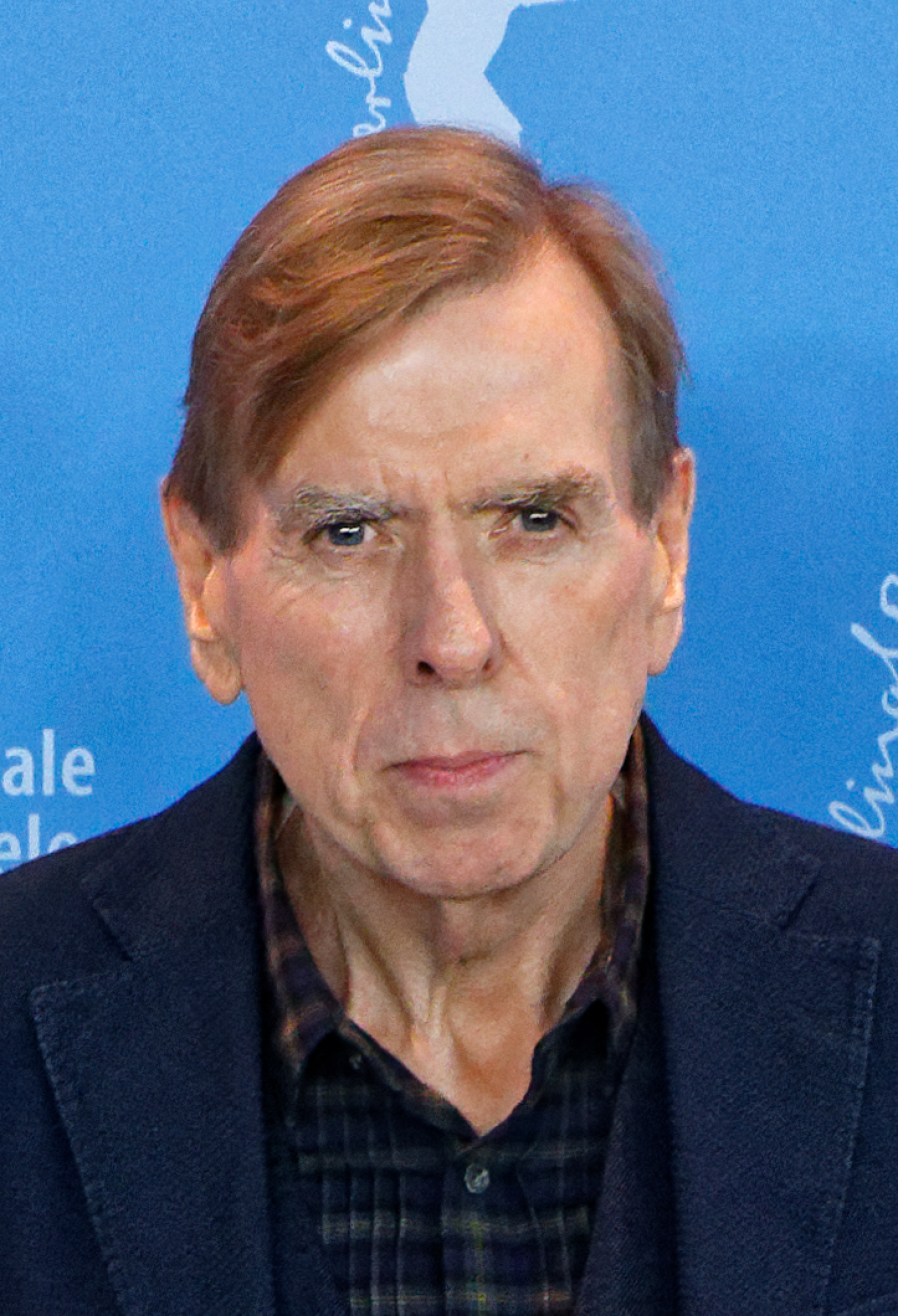
Timothy Spall (* 1957)

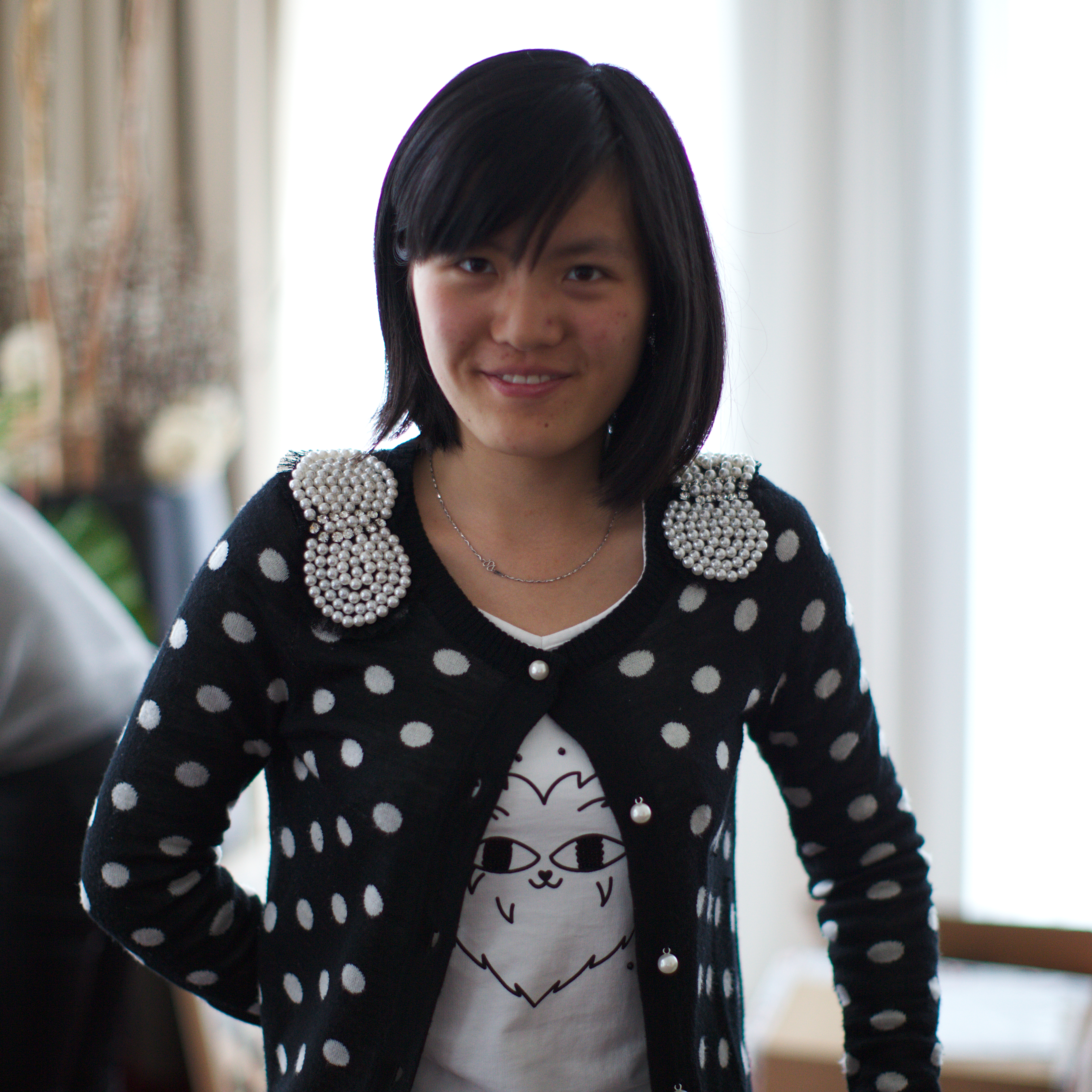
Chou I-fan (* 1994)

- 1433 – Liou Ťien, politik čínské říše Ming († 9. prosince 1526)
- 1683 – Anna Spencerová, anglická šlechtična a hraběnka ze Sunderlandu († 15. dubna 1716)
- 1572 – František II. Lotrinský, lotrinský vévoda († 14. října 1632)
- 1648 – Theodor Dassov, německý jazykovědec a teolog († 6. ledna 1721)
- 1748 – Anders Erikson Sparrman, švédský přírodovědec († 9. srpna 1820)
- 1769 – Juraj Palkovič, slovenský básník, novinář, pedagog († 13. června 1850)
- 1802 – Alžběta Alexandra Württemberská, bádenská princezna († 5. prosince 1864)
- 1807 – Henry Wadsworth Longfellow, americký básník († 24. března 1882)
- 1811 – Robert Turnbull Macpherson, skotský fotograf († 17. listopadu 1872)
- 1812 – Samo Chalupka, slovenský spisovatel († 19. května 1883)
- 1818 – Charles Gordon-Lennox, 6. vévoda z Richmondu, britský státník a šlechtic († 27. září 1903)
- 1823
  - Édouard Lalo, francouzský skladatel († 22. dubna 1892)
  - Ernest Renan, francouzský spisovatel a historik († 2. října 1892)
- 1837 – Carl Weisshuhn, slezský podnikatel († 4. ledna 1919)
- 1844 – Franz Xaver von Schönaich, předlitavský generál a politik († 26. ledna 1916)
- 1846 – Joaquín Valverde Durán, španělský skladatel, dirigent a flétnista († 17. března 1910)
- 1851 – James Churchward, britský spisovatel, inženýr a vynálezce († 4. ledna 1936)
- 1856 – Isabela z Croy – rakouská arcivévodkyně a těšínská kněžna († 5. září 1931)
- 1857 – Albert Meyer, německý dvorní fotograf († 24. srpna 1924)
- 1861 – Rudolf Steiner, rakouský filozof († 30. března 1925)
- 1863 – George Herbert Mead, americký filozof a psycholog († 26. dubna 1931)
- 1864 – Eemil Nestor Setälä, finský politik a jazykovědec († 8. února 1935)
- 1867 – Irving Fisher, americký ekonom († 29. dubna 1947)
- 1877 – Mordechaj Chaim Rumkowski, hlava židovské rady v Łódźském ghettu († 28. srpna 1944)
- 1881
  - Sveinn Björnsson, prezident Islandu († 25. ledna 1952)
  - Luitzen Egbertus Jan Brouwer, nizozemský matematik († 2. prosince 1966)
- 1883 – Sebastiano Visconti Prasca, italský generál († 25. února 1961)
- 1884 – Alexandre Arnoux, francouzský spisovatel († 5. ledna 1973)
- 1891 – Maurice G. Hindus, rusko-americký spisovatel († 8. července 1969)
- 1893 – Ralph Linton, americký antropolog († 24. prosince 1953)
- 1895
  - Ferdinand Heim, německý generál, obětní beránek Stalingradu († 14. listopadu 1977)
  - Štefan Kločurak, předseda vlády Huculské republiky († 8. února 1980)
- 1897
  - Bernard Ferdinand Lyot, francouzský astronom († 2. dubna 1952)
  - Marian Andersonová, americká operní pěvkyně († 8. dubna 1993)
- 1898 – Şehzade Ömer Faruk, osmanský princ a syn sultána Abdulmecida II. († 28. března 1969)
- 1900 – Julián Acuña Galé, kubánský botanik († 24. července 1973)
- 1901
  - Iorwerth Peate, velšský básník († 19. října 1982)
  - Marino Marini, italský sochař, malíř a grafik († 6. srpna 1980)
- 1902
  - Lúcio Costa, brazilský architekt a urbanista († 13. června 1998)
  - Ľudovít Fulla, slovenský malíř († 21. dubna 1980)
  - John Steinbeck, americký spisovatel oceněný Nobelovou cenou za literaturu za rok 1962 († 20. prosince 1968)
- 1904 – Julij Borisovič Chariton, ruský fyzik, konstruktér sovětské atomové bomby († 18. prosince 1996)
- 1906 – Julio Alejandro, španělský scenárista († 21. září 1995)
- 1912 – Lawrence Durrell, britský spisovatel († 7. listopadu 1990)
- 1913
  - Irwin Shaw, americký spisovatel († 16. května 1984)
  - Paul Ricœur, francouzský filozof († 20. května 2005)
- 1917 – John Bowden Connally, americký politik († 15. června 1993)
- 1923 – Dexter Gordon, americký jazzový saxofonista († 25. dubna 1990)
- 1926 – David H. Hubel, kanadský neurofyziolog, nositel Nobelovy ceny za fyziologii nebo lékařství († 22. září 2013)
- 1928 – Alfred Hrdlicka, rakouský politik († 5. prosince 2009)
- 1929 – Djalma Santos, brazilský fotbalista († 23. července 2013)
- 1930 – Joanne Woodwardová, americká herečka
- 1932 – Elizabeth Taylorová, americká herečka († 23. března 2011)
- 1934 – Ralph Nader, americký právník a politik
- 1936 – Roger Michael Mahony, americký kardinál
- 1939 – Kenzó Takada, japonský módní návrhář († 4. října 2020)
- 1941 – Gabriel Zubeir Wako, súdánský kardinál
- 1942 – Robert Grubbs, americký chemik, nositel Nobelovy ceny († 19. prosince 2021)
- 1944 – Roger Scruton, britský filosof, estetik, politolog, spisovatel a hudebník († 12. ledna 2020)
- 1947
  - Alan Guth, americký teoretický fyzik a kosmolog
  - Gidon Kremer, lotyšský houslista a dirigent
- 1951
  - Steve Harley, britský zpěvák († 17. března 2024)
  - Walter de Silva, italský automobilový designér
- 1953
  - Yolande Moreau, belgická herečka
  - Gabriela Svobodová, bývalá slovenská běžkyně na lyžích, reprezentantka Československa
- 1954 – Neal Joseph Schon, americký kytarista
- 1955
  - Peter Christopherson, britský hudebník († 24. listopadu 2010)
  - Rainhard Fendrich, rakouský zpěvák
- 1957
  - Robert de Castella, bývalý australský atlet - maratonec
  - Timothy Spall, anglický herec
  - Adrian Smith, kytarista skupiny Iron Maiden
- 1958 – Naas Botha, jihoafrický ragbista
- 1959 – Johnny Van Zant, americký hudebník
- 1960
  - Andrés Gómez, ekvádorský tenista
  - Johnny Van Zant, americký zpěvák
- 1962 – Adam Baldwin, americký herec
- 1965
  - Joey Calderazzo, americký pianista
  - Oliver Reck, německý fotbalista
- 1967 – Jonathan Ive, britský designér Apple
- 1971
  - Derren Brown, britský mentalista
  - Vladimír Vítek, slovenský fotbalový záložník
- 1973 – Tobias Exxel, německý baskytarista (Edguy)
- 1977 – James Wan, australský režisér
- 1978 – Kacha Kaladze, gruzínský fotbalista
- 1980 – Brandon Beemer, americký herec a model
- 1981
  - Johan Elmander, švédský fotbalista
  - Natalie Grandinová, jihoafrická tenistka
  - Josh Groban, americký zpěvák
  - Stefanie Böhlerová, německá běžkyně na lyžích
- 1982 – Bruno Soares, brazilský tenista
- 1983 – Devin Harris, americký basketbalista
- 1984
  - Akseli Kokkonen, finský skokan na lyžích
  - Rhys Williams, velšský atlet, sprinter
- 1985
  - Otman Bakkal, nizozemský fotbalista
  - Thiago Neves, brazilský fotbalista a bývalý reprezentant
- 1986
  - Anna Galljamovová, ruská sportovní lezkyně
  - Michel Mulder, nizozemský rychlobruslař
- 1992
  - Filip Krajinović, srbský tenista
  - Jimmy Vicaut, francouzský atlet, sprinter
- 1993 – Alphonse Aréola, francouzský fotbalový brankář
- 1994 – Chou I-fan, čínská šachistka, mistryně světa v šachu

## Úmrtí

### Česko

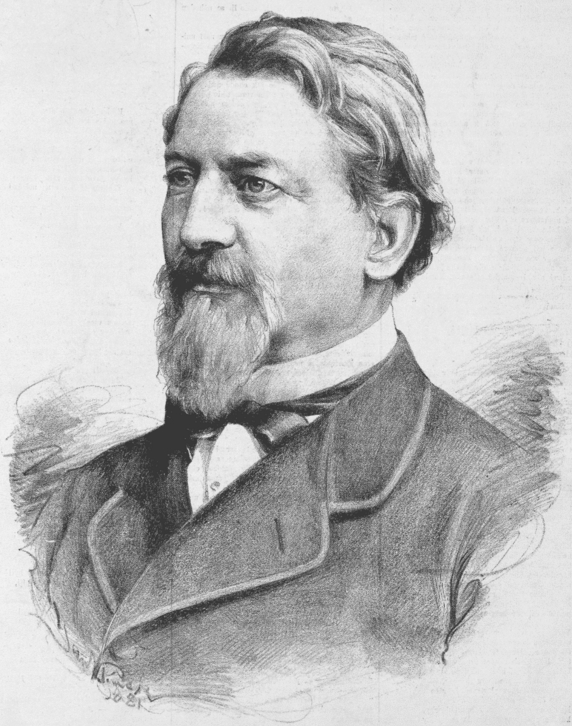
Bedřich Wachsmann († 1897)

- 1616 – Adam Slavata, český šlechtic z rodu Slavatů (* 1546)
- 1718 – Václav Karel Holan Rovenský, český hudební skladatel (* 1644)
- 1881 – Boleslav Jablonský, kněz, obrozenecký básník (* 14. ledna 1813)
- 1897
  - Vilém Gabler, český pedagog a novinář (* 14. března 1821)
  - Bedřich Wachsmann, český malíř a architekt (* 17. května 1820)
- 1943
  - Karel Schulz, český spisovatel (* 6. května 1899)
  - Václav Košek, odborový předák a poslanec (* 5. ledna 1870)
- 1947 – Václav Štech, divadelní ředitel a spisovatel (* 29. dubna 1859)
- 1966 – Rudolf Walter, divadelní režisér, herec a pedagog (* 22. března 1894)
- 1967 – Theodor Ježdík, profesor hydrologie, rektor ČVUT (* 9. listopadu 1889)
- 1968 – Ludvík Podéšť, hudební skladatel a dirigent (* 19. prosince 1921)
- 1972 – Alois Král, speleolog (* 30. července 1877)
- 2009
  - Jiří Veselý, germanista, literární historik, překladatel (* 30. května 1932)
  - Karel Káša Jahn, bubeník, zpěvák a skladatel (* 8. srpna 1949)
- 2010 – Anna Fárová, česko-francouzská historička umění (* 1. června 1928)
- 2011 – Věra Jirousová, historička umění a básnířka (* 25. února 1944)
- 2012 – Vlasta Janečková, česká filmová a televizní scenáristka a režisérka (* 2. července 1934)
- 2013 – Jaroslav Celba, jazzový kytarista a skladatel (* 26. prosince 1924)
- 2014 – Richard Sacher, ministr vnitra Československa (* 1. září 1942)
- 2019 – Luděk Švorc, kladenský fotograf a spisovatel (* 21. ledna 1941)

### Svět

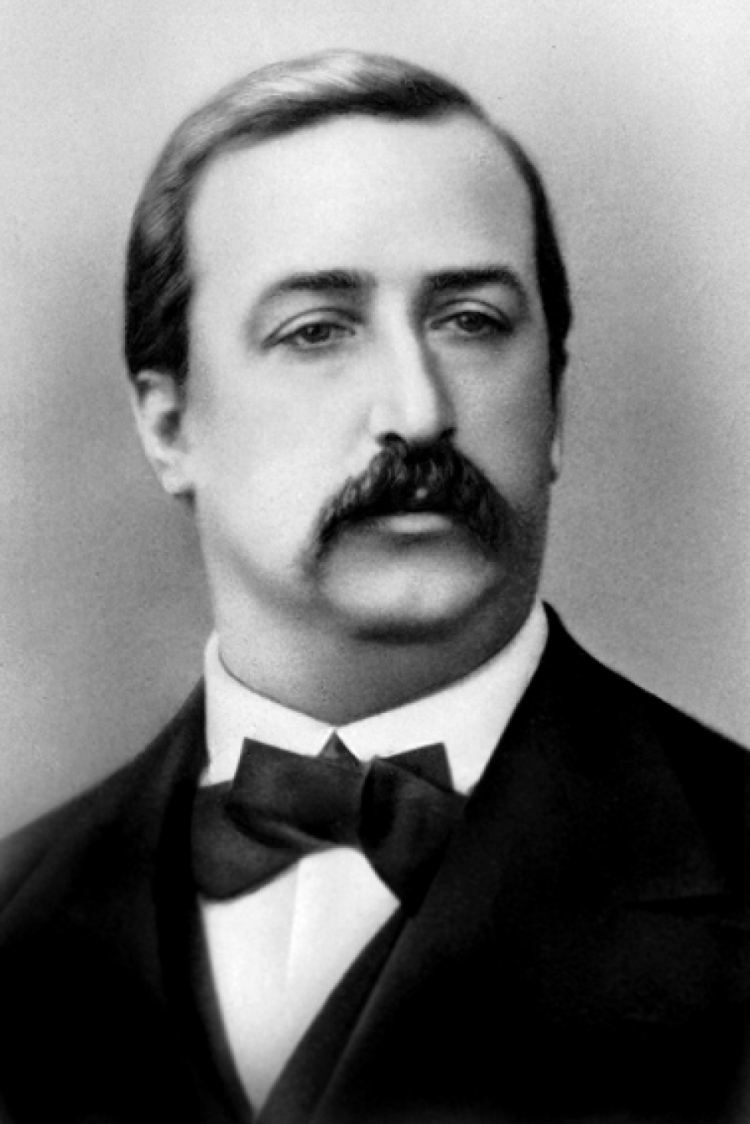
Alexandr Porfirjevič Borodin († 1887)

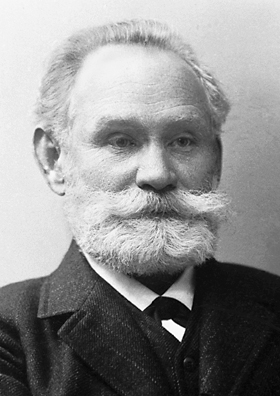
Ivan Petrovič Pavlov († 1936)

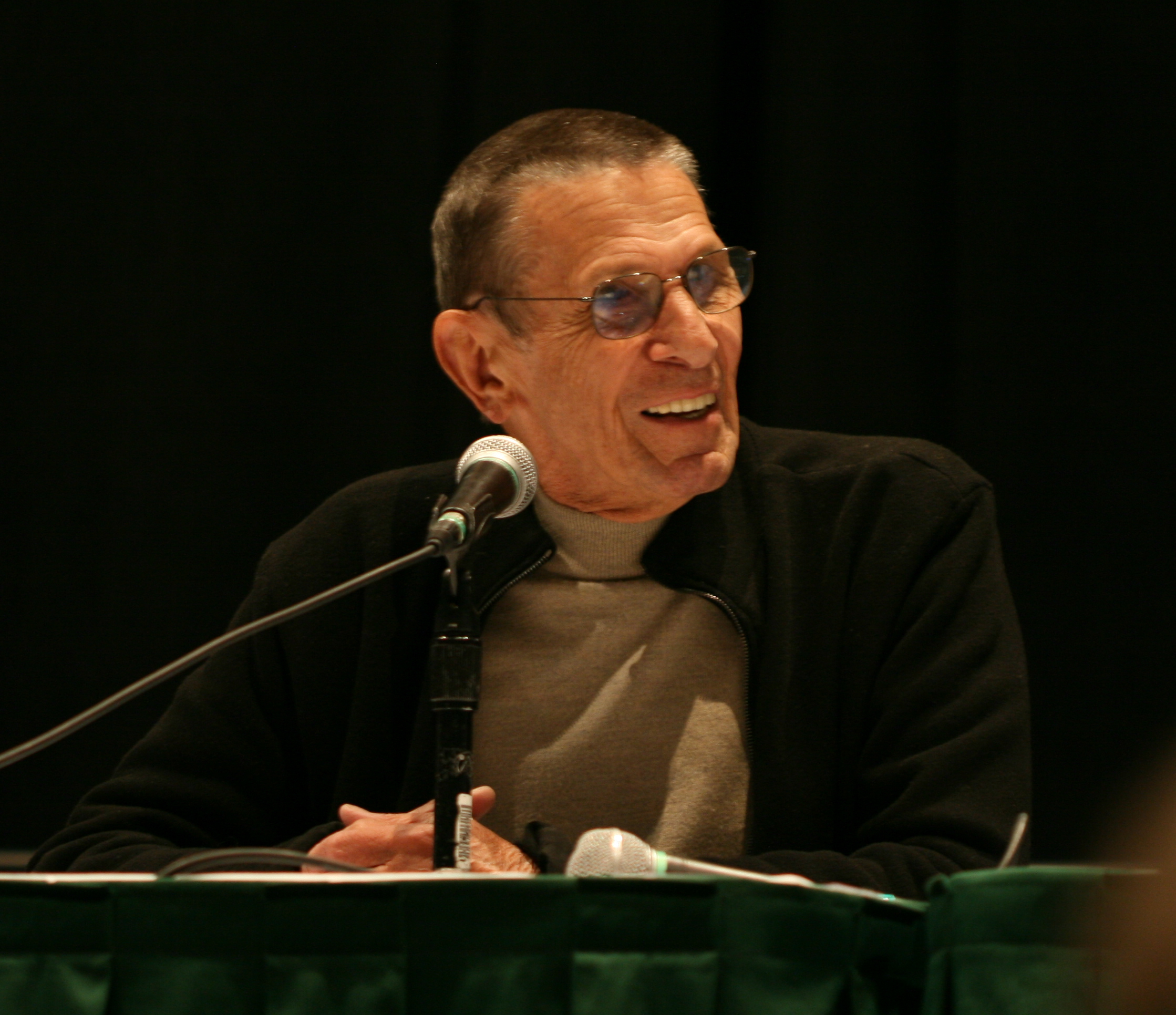
Leonard Nimoy († 2015)

- 1425 – Vasilij I., velkokníže moskevský (* 30. prosince 1371)
- 1666 – Luisa de Guzmán, manželka portugalského krále Jana IV. (* 13. října 1613)
- 1699
  - František Oldřich Kinský, český šlechtic a politik (* 1634)
  - Charles Paulet, 1. vévoda z Boltonu, anglický politik a šlechtic (* 1630)
- 1706 – John Evelyn, anglický přírodovědec (* 31. října 1620)
- 1814 – Jean-Louis-Ebenezer Reynier, francouzský generál (* 14. ledna 1771)
- 1852 – Josef Drechsler, česko-rakouský kapelník, hudební skladatel a pedagog pocházející z Čech (* 26. května 1782)
- 1853 – August I. Oldenburský, oldenburský velkovévoda (* 13. července 1783)
- 1854 – Félicité Robert de Lamennais, francouzský kněz, spisovatel a filosof (* 19. června 1782)
- 1861 – Prosper Ludwig von Arenberg, vévoda z Arenbergu (* 28. dubna 1785)
- 1862 – svatý Gabriel Possenti, italský passionista, student bohosloví a velký ctitel Panny Marie (* 1. března 1838)
- 1883 – Leopold Abaffy, slovenský spisovatel (* 18. února 1827)
- 1887 – Alexandr Porfirjevič Borodin, ruský hudební skladatel (* 12. listopadu 1833)
- 1897 – Benjamin Forstner, americký vynálezce (* 25. března 1834)
- 1906
  - Wolfgang Kallab, rakouský historik umění (* 5. července 1875)
  - Samuel Pierpont Langley, americký astronom, fyzik a vynálezce (* 22. srpna 1834)
- 1910 – Paul Poggendorff, německý agronom a spisovatel (* 21. října 1832)
- 1927 – Luke Fildes, anglický malíř (* 3. října 1843)
- 1930 – Ahmad Šáh, perský šáh z rodu Kádžárovců (* 21. ledna 1898)
- 1933 – Josef Konstantin Beer, malíř, restaurátor a sběratel umění (* 11. března 1862)
- 1936 – Ivan Petrovič Pavlov, ruský fyziolog, oceněný Nobelovou cenou za fyziologii a lékařství (* 26. září 1849)
- 1939 – Naděžda Krupská, manželka V. I. Lenina (* 26. února 1869)
- 1940 – Peter Behrens, německý architekt (* 14. dubna 1868)
- 1943 – Pavel Kropáček, český historik umění (* 30. října 1915)
- 1950
  - Yvan Goll, francouzský básník (* 29. května 1891)
  - Ted Colson, australský antropolog a cestovatel (* 3. června 1881)
  - Adolf Schwarzenberg, šlechtic, příslušník hlubocko-krumlovské větve (* 18. srpna 1890)
- 1957 – Ernst Kris, americký psychoanalytik, historik umění a sociolog (* 25. dubna 1900)
- 1961 – Platt Adams, americký olympijský vítěz ve skoku do výšky z místa (* 23. března 1885)
- 1968 – Frankie Lymon, afroamerický rock'n'rollový zpěvák a skladatel (* 30. září 1942)
- 1976 – Kálmán Kalocsay, maďarský esperantista, básník a lékař (* 6. října 1891)
- 1982 – Jozef Cincík, slovenský reportér a fotograf (* 12. srpna 1908)
- 1986 – Jacques Plante, kanadský profesionální hokejový brankář (* 17. ledna 1929)
- 1989 – Konrad Lorenz, rakouský zoolog a etolog, laureát Nobelovy ceny za fyziologii a lékařství (* 7. listopadu 1903)
- 1991
  - Charles Duchaussois, francouzský spisovatel (* 27. ledna 1941)
  - Bob Widlar, americký vynálezce v oboru elektroniky (* 30. listopadu 1937)
- 1992 – Algirdas Julien Greimas, francouzský sémiotik (* 9. března 1917)
- 1993 – Lillian Gishová, americká herečka (* 14. října 1893)
- 2000 – Jurij Andrejevič Tregubov, ruský spisovatel (* 4. dubna 1913)
- 2001 – Milton Barnes, kanadský hudební skladatel (* 16. prosince 1931)
- 2006 – Ferdinand Hložník, slovenský malíř a ilustrátor (* 18. listopadu 1921)
- 2007 – Bobby Rosengarden, americký jazzový bubeník (* 23. dubna 1924)
- 2015 – Leonard Nimoy, americký herec  (* 26. března 1931)

## Svátky

### Česko
- Alexandr
- Drahotín, Drahutín, Dragutin
- Leander, Leandr

### Svět
- Slovensko: Alexander
- Dominikánská republika: Den nezávislosti
- Svatý Kryštof a Nevis, Antigua: Den nezávislosti

### Liturgický kalendář
- Sv. Gabriel Panny Marie

## Pranostiky

### Česko
- Je-li mráz na svatého Gabriele, bývají žně veselé.

| 27. únor v pražském KlementinuÚdaje jsou platné k 11. 3. 2025. | 27. únor v pražském KlementinuÚdaje jsou platné k 11. 3. 2025. | 27. únor v pražském KlementinuÚdaje jsou platné k 11. 3. 2025. |
| minimum                                                        | denní průměr                                                   | maximum                                                        |
| -------------------------------------------------------------- | -------------------------------------------------------------- | -------------------------------------------------------------- |
| −17,5 °C (1947)                                                | 1,2 °C (od 1961)                                               | 15,5 °C (2019)                                                 |